# Terror (album)
Terror è un album del gruppo heavy metal giapponese Loudness, pubblicato dalla Tokuma Japan nel 2004.

## Tracce
1. Pharaoh
2. Cyber Soul
3. Life After Death
4. Let's Free Our Souls
5. Detonator
6. Cross
7. About to Kill
8. Double- Walker
9. City of Vampire
10. Seventh Heaven
11. Terror